# Medaille „Für die Teilnahme an den Kämpfen um Berlin“

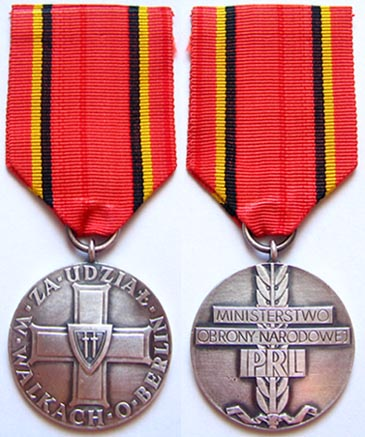
Medaille „Für die Teilnahme an den Kämpfen um Berlin“ – Vorder- und Rückseite

Die Medaille „Für die Teilnahme an den Kämpfen um Berlin“ (polnisch Medal „Za udział w walkach o Berlin”) ist eine polnische militärische Auszeichnung, verliehen vom Minister für Landesverteidigung.

## Geschichte
Die Medaille wurde vom Sejm mit dem Gesetz vom 21. April 1966 zur Feier des Sieges über den deutschen Faschismus und des Beitrags der polnischen Volksarmee zur Eroberung Berlins 1945 ins Leben gerufen. Nach dem Gesetz war die Medaille eine Anerkennung für Menschen, die an den Kämpfen um Berlin teilgenommen haben.
In der Verordnung des Ministers für Nationale Verteidigung vom 25. April 1966 sind die Regeln und das Verfahren für die Vergabe der Medaille, die Gestaltung des Abzeichens und das Tragen der Medaille festgelegt.
Seit dem 23. Dezember 1992 wird die Verleihung der Medaille, ebenso wie der meisten anderen Kriegsorden und Auszeichnungen, als abgeschlossen betrachtet.

## Voraussetzungen für die Verleihung
siehe: Kategorie:Träger der Medaille „Für die Teilnahme an den Kämpfen um Berlin“
Gemäß der Verordnung wurde die Medaille an Personen verliehen, die in der Zeit vom April 1945 bis zum 9. Mai 1945 in folgenden Einheiten der polnischen Streitkräfte Wehrdienst leisteten:
- 1. Warschauer Infanteriedivision (Kommando, 1., 2., 3. Infanterieregiment, 1. leichtes Artillerie-Regiment, 1. gepanzertes Artilleriegeschwader, 1. Pionierbataillon)
- 2. Haubitzen-Brigade Pomorska  (Kommando, 7., 8., 9. Artillerieregiment)
- 1. Unabhängige Mörserbrigade (Kommando, 5., 8., 10., 11. Mörserregiment)
- 6. Warschauer Ponton- und Brückenbataillon
- Unabhängiges Sturmbataillon

Die Medaille konnte auch an Personen verliehen werden, die im genannten Zeitraum Wehrdienst in den Kommandos und Stäben leisteten, die den Kampf um Berlin führten, sowie in den Stäben und Einheiten der polnischen Armee, die bei der Eroberung Berlins zusammenarbeiteten. Die Medaille konnte posthum verliehen werden.
Die Medaille wurde auf der Grundlage von Dokumenten verliehen, die die Erfüllung der erforderlichen Bedingungen bestätigten, der Antrag auf die Medaille wurde von einer vom Minister für Landesverteidigung ernannten Sonderkommission eingereicht. Zusammen mit der Auszeichnung wurde ein Personalausweis ausgehändigt. Im Falle einer posthumen Medaillenvergabe wurden das Medaillenabzeichen und der Personalausweis dem nächsten Familienmitglied ausgehändigt.

## Aussehen und Beschaffenheit
Das Abzeichen der Medaille ist eine versilberte und oxidierte Scheibe mit einem Durchmesser von 38 mm, auf deren Vorderseite sich ein Bild des Ordens vom Grunwaldkreuz befindet, das am Rand von der Aufschrift FÜR DIE TEILNAHME AN DEN KÄMPFEN UM BERLIN umgeben ist. Auf der Rückseite befindet sich ein vertikaler Lorbeerzweig mit einer horizontalen Inschrift in drei Zeilen: MINISTERIUM/ NATIONALE VERTEIDIGUNG / PRL.
Das Medaillenabzeichen ist an einem 38 mm breiten roten Band mit 4 mm breiten gelben und schwarzen Streifen an den Seiten befestigt.
Die Medaille für die Teilnahme an den Kämpfen um Berlin wird in der Reihenfolge unmittelbar nach den polnischen Orden und Ehrenzeichen und vor der Medaille „Für Verdienste um die Verteidigung des Landes“ auf der linken Brust getragen. Es handelte sich um eine Abteilungsauszeichnung von geringerem Rang als andere staatliche Auszeichnungen, die vom Staatsrat oder vom Präsidenten der Republik Polen vergeben wurden.